# Tiểu Hùng
Chòm sao Tiểu Hùng 小熊, (tiếng La Tinh: Ursa Minor, có nghĩa là Con gấu nhỏ), cũng được biết tới trong Tiếng Anh là Little Bear (Gấu nhỏ) là một chòm sao của bầu trời phương bắc. Giống như chòm sao Ursa Major (hay Great Bear- Gấu lớn), những ngôi sao chính trong chòm Tiểu Hùng cũng có hình dạng của một cái gáo hoặc môi múc nước, do đó mà có tên gọi khác là Little Dipper (môi múc nước nhỏ). Nó là một trong 48 chòm sao Ptolemy và cũng là một trong 88 chòm sao hiện đại. Chòm Tiểu Hùng nổi tiếng vì nằm gần Thiên cực Bắc nhất, tuy nhiên điều này sẽ thay đổi sau vài thế kỷ nữa do sự Tiến động/Tuế sai.
Chòm sao này có diện tích 256 độ vuông, nằm trên thiên cầu bắc, chiếm vị trí thứ 56 trong danh sách các chòm sao theo diện tích.
Chòm sao Tiểu Hùng nằm kề các chòm sao Thiên Long, Lộc Báo, Tiên Vương.

## Lịch sử và thần thoại
Bí ẩn

## Thiên thể nổi bật

### Sao
Polaris (hay Alpha Ursae Minoris) sao sáng nhất của chòm, là một sao siêu khổng lồ (siêu kềnh) màu trắng vàng, và là sao thay đổi độ sáng Cepheid sáng nhất trên bầu trời, với độ sáng biểu kiến dao động trong khoảng 197- 2.00 trong một chu kỳ 3.97 ngày. Ngôi sao này hiện đang ở rất gần Thiên cực Bắc nên được coi là sao Bắc Cực. Sao này cách Trái Đất 432 năm ánh sáng.
Beta Ursae Minoris, thường được gọi là Kochab, sáng yếu hơn Polaris một chút ở độ sáng 2.08, cách Trái Đất 131 năm ánh sáng và là một sao khổng lồ cam.

### Các thiên thể sâu trong vũ trụ
Chòm Tiểu Hùng có khá ít các Thiên thể sâu trong vũ trụ (Deep-sky object).
Ursa Minor Dwarf, một thiên hà lùn phỏng cầu được khám phá bởi  Albert George Wilson năm 1955, trung tâm của nó cách Trái Đất 225 000 năm ánh sáng
NGC 6217 là một thiên hà xoắn ốc bị chắn (barred spiral galaxy), cách Trái Đất 67 triệu năm ánh sáng, chỉ quan sát được qua kính thiên văn 10 cm (4 in).hoặc lớn hơn.